# Fuscht
Fuscht ist eine Ortschaft von Sankt Lorenzen im Mürztal in der Steiermark.
Der Ort liegt westlich von Sankt Lorenzen am Ausgang des Fuschtgrabens, umfasst nur eine Hausnummer und hat 3 Einwohner (Stand: 1. Jänner 2024).